# Trazos de cielo sur
Trazos de cielo sur è il secondo lavoro solista pubblicato da Horacio Salinas, uno dei fondatori del gruppo cileno Inti-Illimani e per molti anni loro direttore artistico.
Pubblicato dall'etichetta cilena Alerce nel 1991, contiene brani scritti per le colonne sonore della serie televisiva cilena Al sur del mondo per la regia di Francisco Gedda (le prime 14 tracce) e del film Los agentes de la KGB también se enamoran (le ultime 3 tracce) del regista cileno Sebastián Alarcón.
Due di questi brani (La cueca e Araucarias) in seguito entreranno a far parte del repertorio degli Inti-Illimani e sono stati successivamente registrati dall'intero gruppo nell'album del 1993 Andadas (nell'occasione La cueca è stata rinominata Cueca de la ausencia).
I brani, tutti strumentali, sono tutti scritti da Horacio Salinas e sono stati registrati nel primo semestre del 1991 rispettivamente nello studio dell'emittente Canal 13 (ingegneri del suono Carlos Daza e Walter Kog) per le prime 14 tracce e negli studi Filmocentro (ingegnere del suono Eduardo Vergara) per le ultime 3 tracce. 
Nel novembre del 2023 la Aula records pubblica un cofanetto di 6 CD intitolato Música imaginada il cui secondo disco, intitolato Música imaginada vol.2: Música para cine y televisión (1990-1997), recupera tutte le 17 tracce di questo CD. Oltre che in CD questo cofanetto è stato pubblicato anche in digitale, sui principali siti dedicati. 

## Tracce
1. Trazos de cielo sur – 2:22
2. Bajo el agua – 2:25
3. Desierto – 2:09
4. Huasquiña – 1:47
5. Los volcanes – 1:22
6. El Toltén – 1:35
7. La lluvia del sur – 2:17
8. La Tirana – 1:58
9. La cueca – 2:06
10. Mapuche – 1:44
11. Soledad – 1:42
12. Araucarias – 2:53
13. La plaza – 1:15
14. Abtao – 2:25
15. Los agentes se enamoran – 2:10
16. La pensión – 1:52
17. Escenas mudas – 2:32

### Formazione
- Horacio Salinas: chitarre, tiple, percussioni
- Renato Freyggang: zampoña, quenas, tarka, flauto traverso, sax soprano, ottavino
- Horacio Duran: charango
- Carlos Grunewald: acordeon
- Manuel Muñoz: tromba
- Camilo Salinas: pianoforte
- Jorge Rodriguez: clarinetto
- Claudia Mahave: violino
- Isidro Rodriguez: violino
- Florencio Jaramillo: violino
- Claudio Pavez: viola
- Claudio Morales: viola
- Celso Lopez: violoncello
- Roberto Lindl: contrabbasso